# La proposta (film 2005)
La proposta (The Proposition) è un film del 2005 diretto da John Hillcoat e scritto dal cantautore Nick Cave, che ha composto anche le musiche.

## Trama
Nella calda e polverosa Australia del 1880, quattro fratelli, membri di una banda di fuorilegge, dettano legge nei selvaggi territori degli aborigeni. I quattro vengono incriminati per lo stupro e l'uccisione di una giovane donna incinta, ma solo due di loro vengono catturati, Charles e il fratello minore Mike, affetto da ritardo mentale. Il capitano Stanley tiene in ostaggio Mike e fa a Charles una proposta: se gli consegnerà il fratello maggiore latitante Arthur, il vero leader della gang e responsabile degli ultimi fatti di sangue, terrà in vita il fratello minore.

## Curiosità
Il cantautore Nick Cave aveva già collaborato in passato con Hillcoat, nel film del 1988 Ghosts... of the Civil Dead curando la sceneggiatura, le musiche e recitando nel film stesso, e nel film del 1996 To Have and to Hold di cui ha curato le musiche.